# Дело Дэн Юйцзяо
Дело Дэн Юйцзяо (кит. трад. 邓玉娇事件, пиньинь Dèng Yùjiāo Shìjiàn) — инцидент, произошедший 10 мая 2009 года в деревне Есаньгуань уезда Бадун провинции Хубэй. Трое местных чиновников КПК, развлекавшихся в отеле «Сюнфэн», потребовали от 21-летней официантки по имени Дэн Юйцзяо оказать им интимные услуги. Девушка отказалась, и мужчины предприняли попытку изнасилования. Защищаясь, Юйцзяо нанесла одному из них ножевые ранения, от которых он скончался по дороге в больницу. Ещё один партийный чиновник получил ранения. Изначально власти пытались выдать Юйцзяо как психически больную и отправили её в психиатрическую клинику, вынудили её родителей отказаться от выбранных ими самими адвокатов, к тому же суд отказался выпустить подозреваемую под залог. Несправедливые действия китайских властей в отношении потерпевшей вызвали массовые протесты в Китае и получили широкую огласку в международной прессе.
По итогам судебного заседания в сентябре 2009 года Дэн Юйцзяо была признана виновной, но отпущена на свободу без всякого наказания, а её действия были признаны самозащитой. Только активность интернет-сообщества в деле Дэн спасла её от тюремного заключения. В день вынесения приговора у здания суда собралось по меньшей мере 500 сторонников Дэн Юйцзяо.

## Участники происшествия
- Дэн Юйцзяо (кит. 邓玉娇, род. 11 июля 1987 года) — 21 год, официантка в отеле «Сюнфэн».
- Дэн Гуйда (кит. 邓贵大, 1965—2009) — 44 года, офис-менеджер координационного проекта по привлечению инвестиций местного правления Есангуань.
- Хуан Дэчжи (кит. 黄德智) — сотрудник местного аграрного сервис-центра.
- Дэн Чжунцзя (кит. 邓中佳) — сотрудник отдела по распределению финансовых средств деревни Есангуань.

## Ход событий
Вечером 10 мая 2009 года трое чиновников деревни Есангуань (Дэн Гуйда, Хуан Дэчжи и один, чьё имя неизвестно) прибыли в гостиницу «Сюнфэн» с целью развлечься. Зайдя в один из спа-залов, Хуан Дэчжи обнаружил официантку Дэн Юйцзяо, которая стирала там свою одежду. Хуан запер двери, сел на топчан и сообщил девушке, что собирается принять ванную, на что официантка ответила, что уже уходит. Хуан Дэчжи пояснил, что не просит её покинуть помещение, а напротив предлагает ей принять ванную вместе. Юйцзяо в свою очередь пояснила, что не работает в данном зале (где, по её словам, другие девушки действительно предоставляли сексуальные услуги), а всего-лишь зашла постирать одежду. Вслед за этим Дэчжи схватил девушку, повалил на топчан, стащил с неё штаны, затем трусы и начал трогать её интимную часть тела.
Юйцзяо с силой оттолкнула насильника и убежала в прилегающую комнату отдыха. Вслед за ней проследовали Хуан Дэчжи и подоспевший к месту событий Дэн Гуйда. Дэчжи перешёл на брань: «Тут одна мокрощёлка решила со мной в игры поиграть». «Ты только скажи кто, она отсюда не выйдет», — заверил его Гуйда. «Да вот эта», — Дэчжи указал на Юйцзяо. «Ты что, мать твою перемать, ещё клиентами перебираешь? Брезгуешь нами, стариками? Я сюда пришёл тратить деньги, так что давай отрабатывай». Юйцзяо в очередной раз заверила Гуанда, что работает наверху, а не в данном отделении, но тот не внял её увещеваниям. «И под мужика лечь, и целку сберечь? Ты разве не за деньги трудишься? Так я тебя утрамбую деньгами». — Гуйда вынул пачку купюр и начал хлестать ею девушку по лицу. Юйцзяо вынула из сумочки нож для очистки фруктов и спрятала его за спиной, и когда Дэн и Хуан в очередной раз повалили её на диван, она начала колоть ножом наотмашь. Основные ранения пришлись на Дэн Гуйда, который стоял ближе к девушке. Увидев, что насильник истекает кровью, Юйцзяо сама позвонила в службу экстренной помощи, а затем позвонила маме, попросив её срочно прибыть к месту событий.
После этого девушку доставили в местное отделение полиции, где она дала показания, вслед за этим она была доставлена в психиатрическую лечебницу на осмотр.

## Официальное заявление и реакция общественности
После того, как 20 мая 2009 года Дэн Юйцзяо вышла из больницы, она была задержана местной полицией по подозрению в преднамеренном убийстве. В официальном заявлении полицейского участка Бадун признавался факт спора между чиновниками и официанткой, однако отсутствовало упоминание о том, что Дэчжи стянул с Юйцзяо трусы, его требования были объяснены не как требование интимных услуг, а как «требование принятие водных процедур с противоположным полом». В интервью 南方都市报 начальник полицейского участка уезда Бадун 县公安局局长 杨立勇 на вопрос журналиста о том, каким образом самозащита при попытке изнасилования может быть квалифицирована как преднамеренное убийство заявил, что в таких случаях нельзя исходить из заявлений одной стороны: «В таких случаях всегда существует опасность вымышленной защиты».